# Bannewitz
Bannewitz (från slaviska pan = herr) är en Gemeinde i Landkreis Sächsische Schweiz-Osterzgebirge söder om Dresden i det tyska förbundslandet Sachsen. Kommunen har cirka 11 000 invånare.

## Geografi

### Vattendrag och berg
Poisenbach, Lerchenberg (425 m ö.h.), Rundteil (695 m ö.h.) och Goldene Höhe.

### Gränser
I syd och sydost gränsar Bannewitz till Kreischa, i sydväst till Rabenau, i väst till Freital och i norr och nordost till Dresden.

### Ortsteile
Bannewitz Gemeinde består av följande Ortsteile (ortsdelar): Bannewitz, Boderitz, Börnchen, Cunnersdorf, Eutschütz, Gaustritz, Golberode, Goppeln, Hänichen, Nöthnitz, Possendorf, Rosentitz, Rundteil och Wilmsdorf.

## Historia
1311 nämndes „Panewycz" för första gången. 1953 inlemmades Bannewitz i dåvarande Landkreis Freital. 1994 slogs Landkreise Freital och Dippoldiswalde samman till den nuvarande Landkreis Weißeritzkreis.

## Politik

### Borgmästare
Borgmästarvalet den 26 februari 2006, vid vilket Christoph Fröse valts till borgmästare, ogiltigförklarades och sedan 1 augusti 2006 styrs Bannewitz av den till posten tillförordnade Martin Seidel (Linkspartei).

### Vänorter
Staden Bräunlingen i Baden-Württemberg, Tyskland

## Sport
- SV Bannewitz e.V. (fotboll, schack)
- SG Empor Possendorf e. V. (fotboll, gymnastik, volleyboll)
- SG Gebergrund Goppeln e. V.
- Kegelsportverein Blau-Weiß Bannewitz e. V. (Kegeln)
- Goppelner Reitverein e. V. (ridning)
- Possendorfs golfbana

## Turism

### Sevärdheter
- Renässansslottet Nöthnitz
- Väderkvarnen i Possendorf
- Bannewitz kyrka
- Kyrkan i Possendorf
- Malakowtornet

### Evenemang
- Brandkårens dag i Bannewitz (början av maj)
- Volleybollturneringen "Borgmästarpokalen" (slutet av maj/början av juni)
- Föreningarnas sommarfest i Bannewitz (mitten av juni)
- Possendorfs filmfest (mitten av augusti)
- Drakflygning (mitten av augusti)

### Pensionat
- Gasthof Börnchen
- Eutschützer Mühle
- Gasthof Goppeln
- Lerchenberg
- Pension Am Kirschberg

## Media
- Bannewitzer Amtsblatt
- Bannewitzer Bürgerblatt